# ISCOM
Els complexos estimuladors de la immunitat (ISCOM, de l'anglès immunostimulating complexes) són estructures esfèriques semblants a una gàbia oberta (típicament de 30 a 40 nanòmetres de diàmetre) que es formen espontàniament en barrejar colesterol, fosfolípids i saponines de Quillaja i una proteïna sota una estequiometria específica. El complex presenta propietats estimulants de la immunitat i, per tant, s'utilitza principalment com a adjuvant dels vaccins per tal d’induir una resposta immunitària més forta i una protecció més llarga. La partícula sense l'antigen s'anomena «matriu ISCOM».

## Història
La tecnologia ISCOM va ser inventada el 1982 per Bror Morein a la Universitat Sueca de Ciències Agràries a Uppsala. Els components clau de les ISCOM són les saponines de Quillaja, que deriven de l'escorça de l’arbre d’escorça de sabó xilè Quillaja saponaria i que tenen la propietat de poder activar el sistema immunitari. Les saponines en general poden tenir efectes secundaris tòxics, com ara la inducció d’hemòlisi. No obstant això, quan les saponines de Quillaja, el colesterol i els fosfolípids es barregen sota l'estequiometria específica que forma els ISCOM, aquesta activitat hemolítica pràcticament s'elimina, mentre que es manté l’activitat adjuvant.

## Avantatges immunitaris
La tecnologia de matriu ISCOM ofereix diversos avantatges immunitaris i pràctics amb relació a altres adjuvants disponibles. La majoria d'adjuvants del mercat activen principalment la resposta immunitària humoral (és a dir, donen una resposta d’anticossos). Tanmateix, hi ha una clara necessitat d’adjuvants capaços d’induir també una resposta immunitària en la qual les cèl·lules facin de mediadores. La tecnologia ISCOM generalment indueix una activació forta tant de la mediació cel·lular (resposta Th1) com dels braços humorals (resposta Th2) del sistema immunitari. Això genera totes les classes i subclasses d’anticossos, així com respostes cel·lulars potents, per exemple, limfòcits T citotòxics.
Aquesta forta inducció de la resposta cel·lular és una de les característiques de la tecnologia ISCOM. Una resposta immunitària per cèl·lules mediadores és crucial per a una vacunació eficaç contra patògens intracel·lulars i infeccions cròniques. A més, la tecnologia és molt eficient; les seves respostes immunitàries de llarga durada permeten reduir la dosi d’antigen. Normalment, la dosi es pot reduir en un factor de 10 a 100, cosa que reduirà significativament el cost de producció de la vacuna. La tecnologia ISCOM també pot tenir un valor immens en una situació en què la capacitat de fabricació és insuficient davant d’una amenaça emergent com una pandèmia de grip.
La tecnologia ISCOM també és capaç d’induir una resposta immunitària adaptativa en presència d’anticossos preexistents, per exemple, en els nounats que tenen anticossos materns.
L'estabilitat química de la matriu ISCOM té un valor pràctic significatiu. Els ISCOM han demostrat una vida útil de diversos anys durant l'emmagatzematge en solucions aquoses a una temperatura entre 2 i 8 °C (en comparació amb la vida útil de mesos de les saponines lliures).
Com que la matriu ISCOM es barreja simplement amb l’antigen després de la fabricació, ofereix grans avantatges de producció i flexibilitat en el disseny de vacunes. Si cal, però, l’antigen també es pot incorporar a l'estructura.